# Малая Липенка
Малая Липенка — деревня в Череповецком районе Вологодской области.
Входит в состав Коротовского сельского поселения, с точки зрения административно-территориального деления — в Коротовский сельсовет.
Расположена на левом берегу Мологи напротив деревни Бугры Устюженского района. Расстояние до районного центра Череповца по автодороге — 83 км, до центра муниципального образования Коротово по прямой — 23 км. Ближайшие населённые пункты — Вешняки, Починок, Миндюкино.
По переписи 2002 года население — 23 человека (11 мужчин, 12 женщин). Преобладающая национальность — русские (96 %).